# Bidyanus welchi
Bidyanus welchi és una espècie de peix pertanyent a la família dels terapòntids.

## Descripció
- Pot arribar a fer 40 cm de llargària màxima (normalment, en fa 23).[6][7]

## Reproducció
La maduresa sexual s'assoleix en arribar als 24-28 cm de llargària i es reprodueix durant les inundacions de l'estiu. Els ous són pelàgics, dipositats després d'una migració aigües amunt i es desclouen al cap de 30 hores.

## Alimentació
És carnívor i es nodreix de peixets, crustacis i cucs.

## Hàbitat
És un peix d'aigua dolça, bentopelàgic i de clima temperat.

## Distribució geogràfica
És un endemisme d'Austràlia.

## Observacions
És inofensiu per als humans i una de les poques espècies pertanyent a la pesca esportiva que es troba a l'interior àrid d'Austràlia.